# 皇家礼拜堂 (格拉纳达)

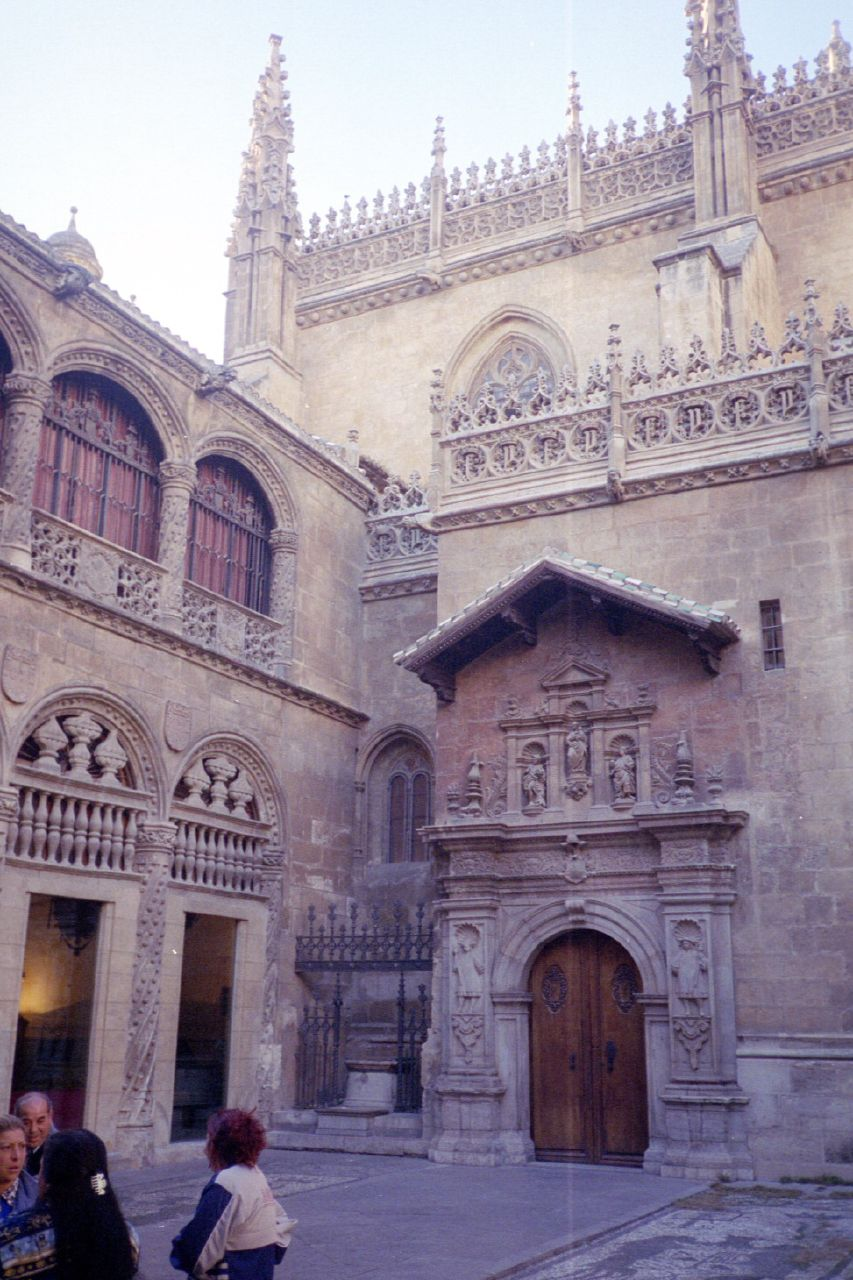
格拉纳达的皇家礼拜堂

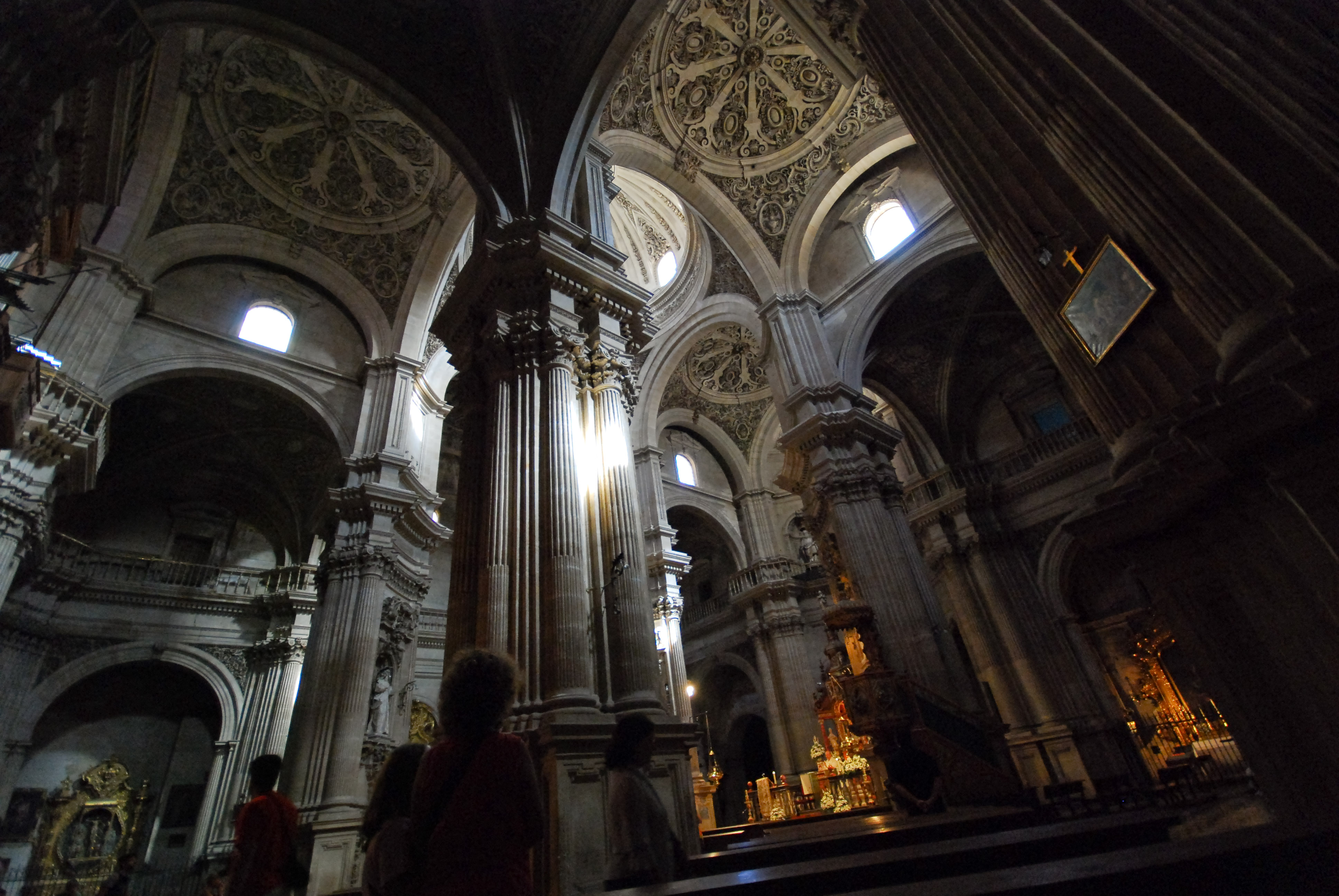

格拉纳达皇家礼拜堂（西班牙语：Capilla Real de Granada）是一处陵墓，位于西班牙南部安达卢西亚自治区城市格拉纳达。

## 陵墓
天主教双王陵墓安葬着
- 卡斯蒂利亚女王伊莎贝拉一世（1451年至1504年）
- 阿拉贡国王斐迪南二世（1452年至1516年）

- 他们的女儿卡斯蒂利亞和萊昂女王胡安娜（1479年至1555年）
- 她的丈夫卡斯蒂利亚国王腓力一世（1478年至1506年）
- 长孙阿斯图里亚斯王子米格尔·达拉巴斯（1498至1500年）。

## 博物馆
在圣器收藏室博物馆，展出有圣髑、肖像、挂毯、巴洛克雕塑和绘画等，主要是15世纪佛兰芒，意大利和西班牙画家的作品，包括罗希尔·范德魏登、迪里克·鲍茨、波提切利、佩鲁吉诺和巴托洛梅·贝尔梅霍。